# Cheryl Cole
Cheryl (artiestennaam van Cheryl Ann Tweedy, Newcastle, 30 juni 1983) is een Britse zangeres. Ze maakte sinds haar winst in Popstars: The Rivals tot 2013 deel uit van de meidengroep Girls Aloud. Tot 2014 behield ze de naam Cheryl Cole, na het huwelijk met Ashley Cole tussen 2006 en 2010.

## Persoonlijke situatie
Cole heeft drie broers en een zus. Voordat ze bekend werd, werkte ze in de horeca. Ze deed mee aan de Engelse show Popstars: The Rivals. Ze kreeg de meeste stemmen en mocht hierdoor de lead-vocals van Stay Another Day, een cover van East 17, zingen. Dit nummer was tevens de B-kant van de single Sound of the underground.

## Solosucces
Van 2008 tot 2010 was Cole vast jurylid in de Britse versie van X Factor. Zij nam de plaats in van Sharon Osbourne. Als coach van diverse kandidaten behaalde ze tot tweemaal toe de overwinning: in 2008 met Alexandra Burke en in 2009 met Joe McElderry. Haar eerste optreden als soloartiest was in 2008 op de single Heartbreaker met will.i.am. De samenwerking tussen de twee beviel zo goed dat de Black Eyed Peas-zanger door haar management werd benaderd om nummers te produceren voor haar eerste soloalbum. De opnamen hiervoor vonden grotendeels plaats in de Verenigde Staten en Londen. Haar eerste eigen solosingle Fight for this love verscheen in oktober 2009, bereikte de nummer 1-positie en werd een van de bestverkochte platen van dat jaar in het Verenigd Koninkrijk. Het album 3 words volgde kort daarna en werd in Engeland zesmaal platina. Begin 2010 werd haar muziek ook buiten Ierland en het Verenigd Koninkrijk verspreid. Fight for this love werd tevens een hit in Europa, terwijl 3 words (een duet met will.i.am) een top 10-hit werd in Australië. In haar thuisland scoorde Cole nog een top 5-hit met Parachute. Op 10 juni 2012 bracht ze de single Call my name uit en deze belandde op nummer 1 in de ITunes top 10 in het Verenigd Koninkrijk. In oktober 2012 gaf ze haar eerste solotour, de A Million Lights Tour. In juni 2014 was ze terug met de single Crazy stupid love. Haar album Only human verscheen in november 2014. Met haar nummer I don't care scoorde ze haar vijfde nummer 1-hit in de Britse hitlijsten. Cole was de eerste Britse vrouw die in het Verenigd Koninkrijk met vijf singles de eerste plaats behaalde.

## Privé
Vanaf 2004 had de zangeres een relatie met voetballer Ashley Cole, met wie zij in 2006 trouwde. Hun huwelijk werd vooral in Engeland breed uitgemeten in de media, helemaal toen bekend werd dat de voetballer meerdere malen was vreemdgegaan. Half 2010 was de echtscheiding een feit. Vanwege haar bekendheid behield de zangeres de naam Cole als achternaam tot 7 juli 2014, toen ze trouwde met Jean-Bernard Fernandez-Versini na drie maanden samen te zijn. In oktober 2016 scheidde de zangeres officieel van Fernandez-Versini.
Cole beviel op 22 maart 2017 van een zoon, die ze kreeg met zanger Liam Payne.

## Ziekte
In juli 2010 leed Cole aan de ziekte malaria en in die tijd moest zij heel veel rust houden. Daardoor moest ze optredens afzeggen en kon ze voor een bepaalde tijd niet als jurylid van X-Factor UK optreden. Ze werd op 16 juli 2010 ontslagen uit de privékliniek waar ze werd behandeld.

## Filmografie
| Jaar     | Programma / Film                     | Rol                            | Notities                            |
| -------- | ------------------------------------ | ------------------------------ | ----------------------------------- |
| 2007     | St. Trinians                         | Optreden samen met Girls Aloud | Film                                |
| 2008-'10 | The X Factor                         | Jurylid                        | Engelse versie                      |
| 2012     | What to Expect When You're Expecting | Haarzelf/Jurylid               | Amerikaanse romantische komediefilm |
| 2014-'15 | The X Factor                         | Jurylid                        | Engelse versie                      |

## Nummers
Ze heeft de volgende Girls Aloud-nummers geschreven:
- Big Brother (van het album What will the neighbours say?)
- History (van de single Wake me up)
- Crazy fool (van de single Whole lotta history)

## Discografie

### Albums
| Album met eventuele hitnotering(en) in de Nederlandse Album Top 100 | Datum van verschijnen | Datum van binnenkomst | Hoogste positie | Aantal weken | Opmerkingen |
| ------------------------------------------------------------------- | --------------------- | --------------------- | --------------- | ------------ | ----------- |
| 3 words                                                             | 26-10-2009            | 20-02-2010            | 49              | 7            |             |
| Messy little raindrops                                              | 01-11-2010            | -                     |                 |              |             |
| A million lights                                                    | 15-06-2012            | -                     |                 |              |             |
| Only human                                                          | 07-11-2014            | -                     |                 |              |             |

| Album met hitnotering(en) in de Vlaamse Ultratop 200 albums | Datum van verschijnen | Datum van binnenkomst | Hoogste positie | Aantal weken | Opmerkingen |
| ----------------------------------------------------------- | --------------------- | --------------------- | --------------- | ------------ | ----------- |
| 3 words                                                     | 2009                  | 03-04-2010            | 99              | 1            |             |
| Only human                                                  | 2014                  | 22-11-2014            | 198             | 1            |             |

### Singles
| Single met eventuele hitnotering(en) in de Nederlandse Top 40 | Datum van verschijnen | Datum van binnenkomst | Hoogste positie | Aantal weken | Opmerkingen                                               |
| ------------------------------------------------------------- | --------------------- | --------------------- | --------------- | ------------ | --------------------------------------------------------- |
| Fight for This Love                                           | 04-01-2010            | 23-01-2010            | 2               | 23           | Nr. 5 in de Single Top 100 / Alarmschijf                  |
| 3 Words                                                       | 12-04-2010            | 05-06-2010            | 20              | 6            | met will.i.am / Nr. 32 in de Single Top 100 / Alarmschijf |
| Parachute                                                     | 28-06-2010            | 28-08-2010            | tip7            | -            |                                                           |
| Call My Name                                                  | 28-05-2012            | 30-06-2012            | tip14           | -            | Nr. 97 in de Single Top 100                               |

| Single met hitnotering(en) in de Vlaamse Ultratop 50 | Datum van verschijnen | Datum van binnenkomst | Hoogste positie | Aantal weken | Opmerkingen                |
| ---------------------------------------------------- | --------------------- | --------------------- | --------------- | ------------ | -------------------------- |
| Fight for This Love                                  | 2010                  | 06-02-2010            | 13              | 15           | Nr. 9 in de Radio 2 Top 30 |
| Parachute                                            | 2010                  | 10-07-2010            | tip14           | -            |                            |
| Promise This                                         | 04-10-2010            | 30-10-2010            | tip19           | -            |                            |
| Call My Name                                         | 2012                  | 09-06-2012            | tip36           | -            |                            |
| Crazy Stupid Love                                    | 2014                  | 26-07-2014            | tip47           |              | met Tinie Tempah           |
| I Don't Care                                         | 2014                  | 08-11-2014            | tip82           | -            |                            |